# Северная улица (Зеленогорск)
Се́верная у́лица — улица в городе Зеленогорске Курортного района Санкт-Петербурга. Проходит от Широкой улицы до Красного переулка.
Название появилось в послевоенное время. Его этимология не объясняется.
Первоначально Северная улица проходила от Широкой улицы за Красный переулок. Участок севернее Красного упразднили 31 декабря 2008 года. Возможно, он вошел в территорию психоневрологического интерната № 1 (улица Мира, 6).